# Les Soleils des indépendances
Les Soleils des indépendances est le premier ouvrage écrit par Ahmadou Kourouma.
Il a été édité en 1968, aux Presses de l'Université de Montréal puis aux Éditions du Seuil en 1970. Il obtient sur manuscrit le prix 1968 de la revue québécoise Études françaises, qui en a publié le premier chapitre alors inédit et la première étude. Avant sa publication en 1968, le manuscrit a été remanié en profondeur sous l’impulsion de Georges-André Vachon, alors directeur de la revue.

## La misère
Le titre joue sur la signification du mot malinké télé, qui signifie à la fois soleil et jour et peut aussi signifier ère ou époque.
Le mot soleil revient fréquemment dans le texte avec cette signification.
Il peut signifier le renouveau avec son caractère métaphorique.
Cela dit, le terme peut aussi faire référence à la lumière qui éclaire l'Afrique après la colonisation. En effet, pour les Africains, la colonisation était synonyme de noir total et absolu. Les nouveaux dirigeants (premiers intellectuels africains) insufflèrent un souffle de liberté en leur donnant une chance de vivre en Homme d'une nouvelle ère.[réf. souhaitée]

## Dispositions humaines dansLes Soleils des indépendances
Le récit explore les tribulations de Fama Doumbouya, un Dioula dont les activités commerciales ont été anéanties par les mouvements d'indépendance et la redéfinition des frontières, conséquence de la fragmentation de l'Afrique-Occidentale française.
En tant que dernier successeur d'une chefferie traditionnelle malinké, désormais située de l'autre côté des nouvelles frontières établies après l'indépendance et sans héritier masculin, Fama s'efforce sans succès de déjouer une prophétie funeste prononcée par ses ancêtres avant la colonisation. Cette prophétie prédisait la chute de sa lignée à l'arrivée d'un "soleil", événement qui semble désormais s'être réalisé.

## Présentation et résumé de l'œuvre
Le roman est considéré «comme marquant un tournant dans l'écriture romanesque en Afrique subsaharienne.»Écrit en 1968 en réaction aux régimes politiques africains issus de la décolonisation. Témoin de ces années de profondes transformations tant politiques que socio-économiques, l’auteur propose à travers son œuvre de voyager et de remonter dans le temps afin de découvrir une Afrique avilie et livrée à elle-même. À cet effet, le titre de ce roman est une allégorie de cette période durant laquelle l'Afrique subsaharienne fut confrontée à son propre destin.
L’histoire complète se déroule dans un pays imaginaire, la République de la Côte des Ébènes, pays en proie à de grands changements qui le tourmentent. Outre la disparition de l’hégémonie des puissances coloniales, la vague des déclarations d’indépendance apparut aux yeux de tous comme un salut, une rédemption. L’idée  d’une vie meilleure, d’une société libre et disposée à s’engager dans la voie du développement hantait tous les esprits. Malheureusement, la décolonisation n’engendra que peines, tristesses, pauvreté et désespoir. 
Fama, Prince malinké, dernier descendant et Chef traditionnel des Doumbouya du Horodougou n’a pas été épargné, en dépit de sa généalogie. Habitué à l’opulence, il souffre des indépendances qui ne lui ont légué pour seul héritage qu’indigence et malheurs, qu’une carte nationale d’identité et celle du parti unique. Parti vivre avec sa femme Salimata loin du pays de ses aïeux, Fama, en quête d’obole, se voit réduit à arpenter les différentes funérailles de la grande ville, afin d’assurer son quotidien. Son épouse légitime Salimata lui est d’une aide précieuse. Bien qu’incapable de lui donner une progéniture à même de perpétuer la lignée des Doumbouya, celle-ci s’adonne corps et âme au petit commerce, afin de faire vivre son ménage. Excisée puis violée dans sa jeunesse par le marabout féticheur Tiécoura, elle garde à jamais le souvenir atroce de ces moments où, impuissante, elle fut maltraitée, humiliée puis bafouée.
Le temps passe et les jours ne se ressemblent pas. Le moment semble venu pour Fama de reprendre son destin et celui de tout un peuple en main. Les funérailles de son cousin Lacina auquel il succéda à Togobala, capitale du Horodougou, sont l’occasion pour lui de redécouvrir les terres de ses ancêtres qu’il avait quittées depuis déjà fort longtemps et qu’il ne connaît pour ainsi dire quasiment plus. En outre, ce retour aux sources lui permet de connaître l’histoire, son histoire, et celle de la glorieuse lignée des Doumbouya, une dynastie autrefois riche, prospère, irréprochable et respectée. Malheureusement, les indépendances ont changé la donne. Les bouleversements et désenchantements qu’elles ont initiés ont mis un terme au système politique de chefferie d’antan, à l’âge d’or des Doumbouya mais également à tous les privilèges dont jouissait de ce fait tout un peuple.
Fort de ce constat et persuadé que sa place était désormais parmi les siens, Fama décide de rentrer en République des Ebènes, afin d’annoncer à Salimata, ainsi qu’à ses proches amis, son désir de vivre définitivement à Togobala en compagnie de sa seconde épouse Mariam, qui n’est que l’un des précieux legs de son feu cousin. Conscient des dangers que représente ce voyage et surtout soucieux de l’avenir de la dynastie des Doumbouya, Balla, vieil affranchi et féticheur de la famille Doumbouya le lui déconseille. Malgré les conseils de ce vieux sorcier, Fama se met en route. En fin de compte, ce voyage lui sera fatal. La stabilité du pays était depuis peu menacée, l’idée d’un soulèvement populaire hantait tous les esprits jusqu’au jour où, sans aucune explication, Fama est arrêté, puis enfermé avant d’être jugé. Accusé injustement de participation à un complot visant à assassiner le Président de la République des Ébènes et à renverser le régime politique en place, il est condamné à vingt ans d’emprisonnement pour avoir tu un rêve qu'il avait fait.
Finalement, c’est après une prompte et inattendue libération et dans la dignité  d’un homme enfin libre que s’éteint, avec Fama, toute une dynastie et son histoire.
Certes Ahmadou Kourouma évoque la Côte d'Ivoire sous le nom de République de la Côte des Ébènes. Dans le roman, pour sa part, la Guinée est désignée indirectement comme République socialiste du Nikinai. Il réutilisera ce procédé de changement de nom de pays pour son roman En attendant le vote des bêtes sauvages paru en 1998.
Pour autant, plus largement, illustre figure de la littérature africaine, Ahmadou Kourouma dépeint un tableau sombre d’une Afrique où, à la magie et aux fétiches traditionnels se mêle un ensemble de maux modernes : la misère due à une économie coloniale qui a périclité et les violences induites par les abus de pouvoir et d’autorité des nouveaux dirigeants. L'œuvre de Kourouma se présente comme une critique sans concession des régimes politiques postérieurs aux indépendances : des « sociétés de sorcières où les grandes initiées dévorent les enfants des autres ». 
Ce faisant, Les soleils des indépendances dénonce avec une ironie mordante le manque de perspective économique mais aussi l’absence de liberté humaine, qui réduit l’homme à la pauvreté  économique, morale et intellectuelle. L'auteur en appelle ainsi d'abord explicitement ses éventuels lecteurs africains à la lucidité, quelque dérangeante qu'elle soit : « La vérité, il faut la dire, aussi dure qu’elle soit, car elle rougit les pupilles mais ne les casse pas ».
Ladite œuvre constitue ainsi également une critique de la condition de la femme en Afrique : excision, viol, stérilité, exploitation économique restent de nos jours des fléaux.